# 小糊涂仙酒
小糊涂仙酒是茅台镇出产的一种以当地红缨糯高粱为主要原料的浓香型白酒。小糊涂仙酒属于新开发酒种，历史并不长：1997年广州厂商在茅台镇设厂酿酒，但和当地普遍酿造的酱香型白酒不同，此酒为浓香型，以郑板桥名句:“难得糊涂”命名为小糊涂仙酒；推出后虽广受欢迎，但因酒厂母公司在2003至2012年间致力多元化经营而忽视了白酒业，错过了黄金十年。2017年白酒业重新受到公司重视，并应市场需求推出了酱香型。